# Scaphirhynchus suttkusi
Scaphirhynchus suttkusi är en art av släktet Scaphirhynchus som endast finns i Mobilefloden i Alabama, USA. 

## Utseende
En avlång fisk som likt alla störar saknar fjäll men med flera rader med stora benplattor, och med en långt bak belägen ryggfena. Ögat är stort, ryggen med större delen av rygg-, bröst- och stjärtfenorna är orangebruna, sidorna är guldgula till blekbruna medan buken, tillsammans med bukfenorna och det mesta av analfenorna är krämfärgad. Den vuxna fisken blir upptill 80 cm lång och kan som mest väga 2 kg.

## Vanor
Scaphirhynchus suttkusi föredrar kraftigt strömmande, djupa flodpartier med sand- eller grusbotten. födan består framför allt av larver av vatteninsekter, men den tar också rom, snäckor, musslor, småfisk och växter. Den kan bli över 15 år gammal.

### Fortplantning
Arten leker troligtvis under våren. Lekfrekvensen beror på födotillgång och fiskarnas allmänna kondition, och varierar från varje till vart tredje år.

## Utbredning
Arten finns numera endast i omkring 215 km av Mobileflodens lägre lopp i Alabama, men tidigare har den funnits längs 1 600 km av Mobileflodens och delar av Mississippis flodsystem.

## Status
Arten är klassificerad som akut hotad av IUCN, och beståndet minskar. Främsta skälen är överfiske, habitatförlust på grund av flodregleringar och vattenföroreningar. Ett program har satts igång där man bland annat riktar in sig på att odla fångade fiskar och sätta ut avkomman.